# Oksana Udmurtova
Oksana Udmurtova, född 1 februari 1982, är en rysk friidrottare som tävlar i längdhopp och tresteg. 
Udmurtova blev sexa vid VM 2005 i längdhopp och året efter vid EM i Göteborg slutade Udmurtova på en bronsplats i längdhopp. Hon deltog även vid Olympiska sommarspelen 2008 i längdhopp och slutade där på sjätte plats. 
Hennes personliga rekord i längdhopp är 7,02. Hennes personliga rekord i tresteg är 14,85 utomhus (inomhus har hon hoppat 14,94).